# Рудине (Добрињ)
Рудине (хрв. Rudine) су насељено место у општини Добрињ, на острву Крк, Приморско-горанска жупанија, Хрватска.

## Историја
До територијалне реорганизације у Хрватској биле су у саставу старе општине Крк.

## Становништво
У попису становништва из 2011. године, Рудине су имале 5 становника.
| Број становника према пописима | Број становника према пописима | Број становника према пописима | Број становника према пописима | Број становника према пописима | Број становника према пописима | Број становника према пописима | Број становника према пописима | Број становника према пописима | Број становника према пописима | Број становника према пописима | Број становника према пописима | Број становника према пописима | Број становника према пописима | Број становника према пописима | Број становника према пописима |
| ------------------------------ | ------------------------------ | ------------------------------ | ------------------------------ | ------------------------------ | ------------------------------ | ------------------------------ | ------------------------------ | ------------------------------ | ------------------------------ | ------------------------------ | ------------------------------ | ------------------------------ | ------------------------------ | ------------------------------ | ------------------------------ |
| 1857                           | 1869                           | 1880                           | 1890                           | 1900                           | 1910                           | 1921                           | 1931                           | 1948                           | 1953                           | 1961                           | 1971                           | 1981                           | 1991                           | 2001                           | 2011                           |
| 0                              | 0                              | 13                             | 15                             | 18                             | 26                             | 18                             | 15                             | 14                             | 16                             | 18                             | 18                             | 12                             | 13                             | 5                              | 5                              |

Напомена: До 1948. исказивано под именом Рудина. Године 1857. и 1869. подаци су садржани у насељу Сужан. Од 1880. до 1948. исказивано као део насеља.